# Agathomyia setipes
Agathomyia setipes är en tvåvingeart som beskrevs av Oldenberg 1917. Agathomyia setipes ingår i släktet Agathomyia och familjen svampflugor.
Artens utbredningsområde är Rumänien. Inga underarter finns listade i Catalogue of Life.